# Phasia distincta
Phasia distincta là một loài ruồi trong họ Tachinidae.